# Fayvorite
Albums de Faylan
Prism
(2013)
FAYvorite est le 1er album de reprises de Faylan, sorti sous le label Lantis le 26 mars 2014 au Japon. Il arrive 186e à l'Oricon et reste classé une semaine.

## Liste des titres
| 1.  | Lupin Sansei no Theme (ルパン三世のテーマ)  | Pete Mack Jr.      |  |
| 2.  | Days                                        | Flow               |  |
| 3.  | I Love You                                  | Yutaka Ozaki       |  |
| 4.  | Find the Way                                | Mika Nakashima     |  |
| 5.  | Natsu no Hi no 1993 (夏の日の1993)          | class              |  |
| 6.  | Sekai ga owaru made ha… (世界が終るまでは…) | Wands              |  |
| 7.  | Ai wo torimodose!! (愛をとりもどせ!!)       | Crystal King       |  |
| 8.  | Kaede (楓)                                  | Spitz              |  |
| 9.  | Amazing Grace                               |                    |  |
| 10. | Erotica Seven (エロティカ・セブン)          | Southern All Stars |  |